# No. 1 Flying Training School RAAF
La No. 1 Flying Training School RAAF (no 1 FTS) était une académie militaire de la Royal Australian Air Force (RAAF). C'était l'une des premières unités de la Force aérienne australienne, remontant à la formation du service à Point Cook en 1921. Au début des années 1930, l'académie incluait une unité d'entraînement et un escadron de chasseurs et d'hydravion. Elle est reformée plusieurs fois au cours des années suivantes, d'abord sous le nom d'École de pilotage militaire no 1 (SFTS no 1) en 1940, dans le cadre du Plan d'entraînement aérien du Commonwealth britannique. L'académie est dissoute vers la fin de l'année 1944, après avoir breveté près de 3 000 pilotes.